# Platypygius
Platypygius is een geslacht van rechtvleugeligen uit de familie veldsprinkhanen (Acrididae). De wetenschappelijke naam van dit geslacht is voor het eerst geldig gepubliceerd in 1942 door Uvarov.

## Soorten
Het geslacht Platypygius omvat de volgende soorten:
- Platypygius crassus Karny, 1907
- Platypygius platypygius Pantel, 1886